# Mals
Mals (italià Malles Venosta) és un municipi italià, dins de la província autònoma de Tirol del Sud. És un dels municipis del districte i de Vinschgau. L'any 2007 tenia 4.938 habitants. Comprèn les fraccions de Burgeis (Burgusio), Laatsch (Laudes), Matsch (Mazia), Planeil (Planol), Plawenn (Piavenna), Schleis (Clusio), Schlinig (Slingia), Tartsch (Tarces) i Ulten-Alsack (Alsago-Ultimo). Limita amb els municipis de Graun im Vinschgau, Glurns, Laas, Scuol (Suïssa), Schnals, Sent (Suïssa), Schlanders, Schluderns, Sölden (Àustria) i Taufers im Münstertal.

## Situació lingüística[calcitació]
| Pertinença lingüística (cens 2001) | 96,83% alemany |
| Pertinença lingüística (cens 2001) | 3,08% italià   |
| Pertinença lingüística (cens 2001) | 0,09% ladí     |

## Administració
| Període | Identitat     | Partit |
| ------- | ------------- | ------ |
| 2004-   | Josef Noggler | SVP    |

## Galeria d'imatges

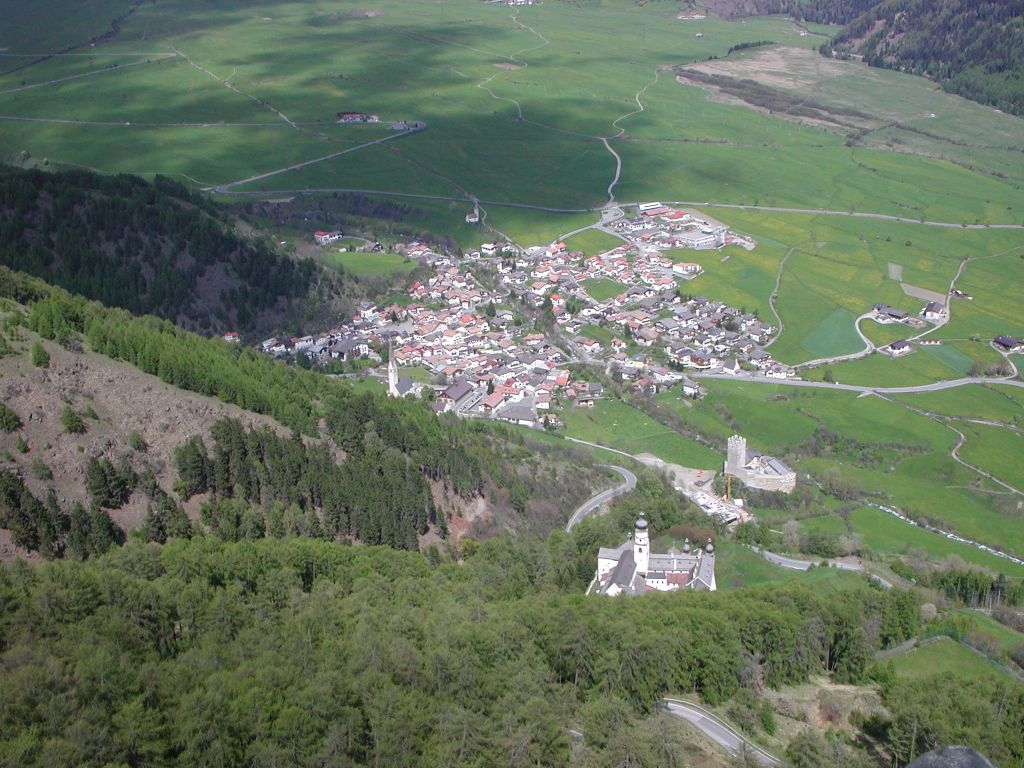
Burgeis i l'abadia de Monte Maria
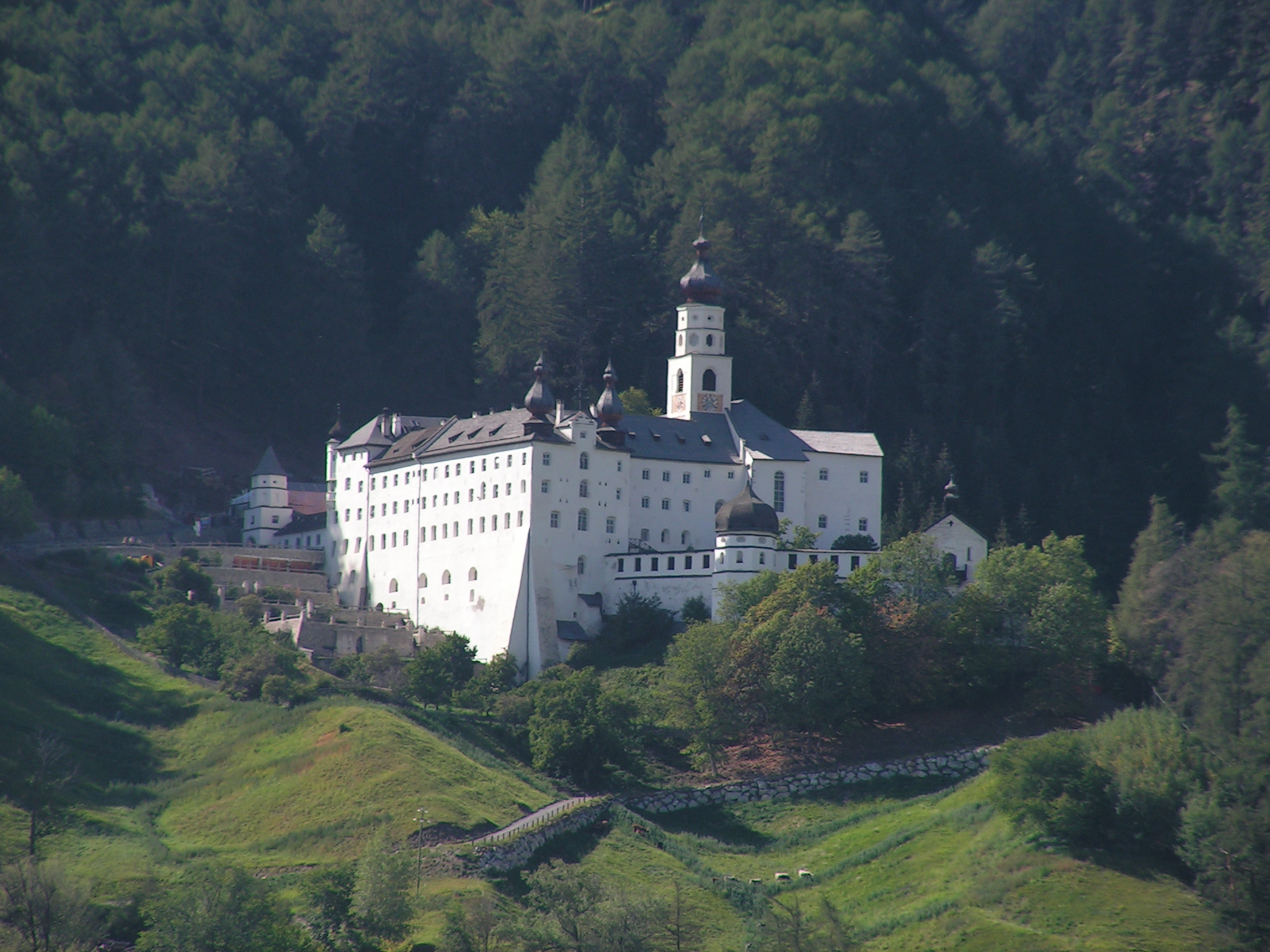
Abadia de Monte Maria